# Larisa Yurkiw
Larisa Yurkiw (Owen Sound, 30 maart 1988) is een Canadees voormalig alpineskiester. 

## Carrière
Yurkiw maakte haar wereldbekerdebuut tijdens de afdaling in januari 2007 in Altenmarkt-Zauchensee. Tijdens haar ganse loopbaan behaalde ze 4 podiumplaatsen in een wereldbekerwedstrijd, maar ze kon nooit een wereldbekerwedstrijd winnend afsluiten. 
In 2014 nam Yurkiw deel aan de Olympische Winterspelen in Sotsji. Ze eindigde als 20e op de olympische afdaling. Op de super G haalde ze de finish van de eerste run niet. In Beaver Creek nam Yurkiw deel aan de wereldkampioenschappen alpineskiën 2015. Op dit toernooi eindigde ze als 14e op de afdaling en als 28e op de Super G. Als gevolg van enkele podiumplaatsen eindigde Yurkiw op de derde plaats in de eindstand van de afdaling in de wereldbeker alpineskiën 2015/2016.  Als gevolg van aanhoudende knieproblemen kondigde Yurkiw op 12 mei 2016 haar afscheid van de topsport aan.

## Resultaten

### Olympische Spelen
| Jaar | Plaats | Resultaten                |
| ---- | ------ | ------------------------- |
| 2014 | Sotsji | 20e Afdaling DNF1 Super G |

### Wereldkampioenschappen
| Jaar | Plaats            | Resultaten                                    |
| ---- | ----------------- | --------------------------------------------- |
| 2009 | Val-d'Isère       | DNF1 Super-G                                  |
| 2013 | Schladming        | 23e Super G 28e Afdaling DNF2 Supercombinatie |
| 2015 | Vail/Beaver Creek | 14e Afdaling 28e Super G                      |

### Wereldbeker
Eindklasseringen
| Seizoen   | Algm | AD    | SG  | SC  |
| --------- | ---- | ----- | --- | --- |
| 2008/2009 | 88e  | 33e   | -   | 44e |
| 2009/2010 | 95e  | 43e   | 49e | -   |
| 2012/2013 | 111e | -     | 42e | -   |
| 2013/2014 | 52e  | 24e   | 40e | -   |
| 2014/2015 | 32e  | 10e   | 41e | -   |
| 2015/2016 | 22e  | Brons | 25e | -   |